# Protohermes fruhstorferi
Protohermes fruhstorferi är en insektsart som först beskrevs av Van der Weele 1907.  Protohermes fruhstorferi ingår i släktet Protohermes och familjen Corydalidae. Inga underarter finns listade i Catalogue of Life.